# 동굴벽화

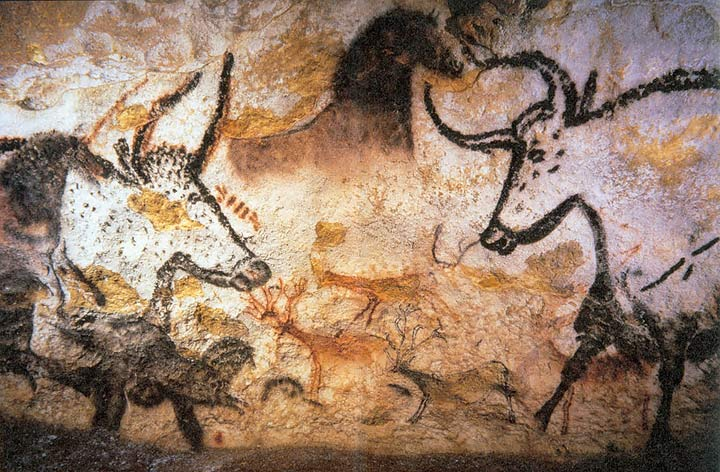
라스코 동굴의 벽화

동굴벽화(洞窟壁畵)는 동굴이나 암벽(cliff, rock face)의 벽면 및 천장 부분에 그려진 그림의 총칭이다. 현존하는 인류 최초의 그림으로 여겨지고 있으며, 벽화는 4만 년 전의 후기 구석기 시대부터 제작되었다.
벽화는 모두가 동굴 깊숙한 곳에 그려져있고 입구 부근에서는 찾아볼 수 없다. 광물성의 안료(顔料)로 그려진 채화(彩畵)와 윤곽을 파 낸 선각화 두 종류가 있다. 가장 오래된 벽화는 오리냐크 초기의 손바닥의 음형(陰形)이나 양형(陽形)이다. 이 손모양과 병행하는 시기에, 점토질의 암반(岩盤)에 손가락으로 아무렇게나 그린, 평행하고 교차하고 굴곡된 이른바 '마카로니'가 그려졌다. 중기에는 데생풍(風)의 동물이 많지만 동물의 다리는 두 개만이 나타나 있고 형식은 부자연스럽다. 그러나 서서히 묘선(描線)에 비수(肥瘦)가 생기고 또 다리도 네개로 표현하게 된다. 후기에는 드물게 2채화(二彩畵)가 나타나지만, 그러나 오리냐크 회화는 본질적으로 데생이다.
솔류트레기(期)에서는 회화적 유품이 없고, 막달레니아 초기에 소묘풍(素描風)의 회화에서 다시 출발한다. 점차 선의 억양이 생기고 중기에는 동물의 털이 선영(線影)으로 처리되거나 찰필화(擦筆畵)와 같은 효과를 나타내는 평도(平塗)한 회화가 나타난다. 그리하여 후기에는 적색·갈색·황색·흑색 등 두 색 이상의 그림물감을 섞거나 분류해서 칠한다든지 하여 형상의 입체감과 현실감을 꾀하는 다채화(多彩畵)가 나오게 된다. 동물의 자태도 자연스럽게 되어 순간의 운동이 매우 리얼하게 그려지게 되었다. 막달레니아 최종기엔 적색의 반점이나 염주알 같은 도형적(圖形的)인 표현이 나타나서 구석기시대 미술은 그 막을 내리게 된다. 저명한 유적으로서 오리냐크기의 크냐크, 패슈 메를, 막달레니아기의 니오, 라스코, 알타미라, 폰 드 고옴 등이 있다.

## 홀로세 벽화

### 아시아
인도의 에다칼 동굴의 벽화는 신석기 시대의 5,000년전부터 기원전 1,000년 전의 그림이 있다.

## 암각화
한국의 암벽이나 바위에 새겨진 암각화(Petroglyph)로는 울산광역시소재 울주 대곡리 반구대 암각화, 고령 장기리 암각화 등이 있다.